# Lepidomeda
Genre
Lepidomeda est un genre de poissons téléostéens de la famille des Cyprinidae.

## Liste des espèces
Selon FishBase (20 novembre 2016) :
- Lepidomeda albivallis Miller & Hubbs, 1960
- Lepidomeda aliciae (Jouy, 1881)
- Lepidomeda altivelis Miller & Hubbs, 1960
- Lepidomeda copei (Jordan & Gilbert, 1881)
- Lepidomeda mollispinis Miller & Hubbs, 1960
- Lepidomeda vittata Cope, 1874